# Archidiecezja Taunggyi
Archidiecezja Taunggyi (łac. Archidioecesis Taunggyiensis) – rzymskokatolicka Archidiecezja ze stolicą w Taunggyi, w Mjanmie.
Archidiecezja podlega metropolii Taunggyi.

## Historia
- 17 stycznia 1998 powołanie rzymskokatolickiej Archidiecezji Taunggyi

## Biskupi Taunggyi
- abp Matthias U Shwe (1998 - 2015)
- abp Basilio Athai (od 2016)